# Burkhard Wilking
Burkhard Wilking (Vechta, 30 de novembro de 1970) é um matemático alemão, que trabalha com geometria diferencial.
Recebeu em 2009 o Prêmio Gottfried Wilhelm Leibniz da Deutsche Forschungsgemeinschaft (DFG).
Wilking é depois de Christopher Deninger, Peter Schneider, Joachim Cuntz e Wolfgang Lück o quinto laureado com o Prêmio Gottfried Wilhelm Leibniz da Faculdade de Matemática de Münster.
Em 2016 foi eleito membro da Academia Leopoldina.

## Publicações selecionadas
- Index parity of closed geodesics and rigidity of Hopf fibrations. Invent. Math. 144 (2001), no. 2, 281–295.
- Manifolds with positive sectional curvature almost everywhere. Invent. Math. 148 (2002), no. 1, 117–141.
- Torus actions on manifolds of positive sectional curvature. Acta Math. 191 (2003), no. 2, 259–297.
- Positively curved manifolds with symmetry. Ann. of Math. (2) 163 (2006), no. 2, 607–668.
- com C. Böhm: Manifolds with positive curvature operators are space forms. Ann. of Math. (2) 167 (2008), no. 3, 1079–1097.